# Кристиансен, Хеннинг
Хеннинг Кристиансен (дат. Henning Kristiansen; 2 июля 1927 — 2 ноября 2006) — датский кинооператор.

## Биография
Хеннинг Кристиансен родился 2 июля 1927 года.
Был одним из лучших кинооператоров послевоенного поколения датского кинематографа, выступил как режиссёр двух документальных и двух полнометражных картин, одна из которых «Я и Чарли», снятая совместно с режиссёром Мортеном Арнфредом, получила в 1964 году премию «Бодиль».
Наиболее значимыми операторскими работами Хеннинга Кристиансена стали экранизации норвежского писателя Кнута Гамсуна и датской писательницы Карен Бликсен — «Голод» режиссёра Хеннинга Карлсена (по одноимённому роману) и «Пир Бабетты» режиссёра Габриэля Акселя.
Автор автобиографической книги «Моя собственная история кино» («Min egen filmhistorie»).

## Избранная фильмография
- 1962 — Дуэль / Duellen
- 1966 — Голод / Sult
- 1967 — Пария / Paarungen
- 1978 — Я и Чарли / Me and Charly
- 1987 — Пир Бабетты / Babettes gæstebud
- 1995 — Пан / Pan

## Награды и номинации
- Специальная награда премии «Бодиль» (1964, победитель)
- Премия «Бодиль» за лучший фильм (1978, победитель)
- Премия BAFTA за лучшую операторскую работу (1989, номинация)
- «Золотая лягушка» международного кинофестиваля операторского искусства «Камеримидж» (1995, номинация)